# António Garcia Ribeiro de Vasconcelos
 António Garcia Ribeiro de Vasconcelos GCSE foi um académico português.

## Biografia
Foi o primeiro Presidente da Academia Portuguesa da História de 1936 a 1941.
A 20 de Junho de 1936 foi agraciado com a Grã-Cruz da Antiga, Nobilíssima e Esclarecida Ordem Militar de Sant'Iago da Espada, do Mérito Científico, Literário e Artístico.